# Edekiri jezici
Edekiri jezici, podskupina od (13) jezika iz Benina, Nigerije i Togoa (jedan predstavnik se govori na Kubi), koja čini glavninu šire skupine yoruboid zajedno s podskupinom Igala (1; jezik igala). 
Predstavnici su: ede cabe ili caabe, cabe [cbj], 80.000 (2006) u Beninu; ede ica ili ica [ica], 63.000 (2002 SIL), Benin; ede idaca ili idaaca, idaca, 100.000 (2002 SIL), Benin; ede ije ili ije, holi [ijj], 50,000 (2000 SIL), Benin; ede nago ili nago, [nqg], 200.000 (2002 SIL), Benin; ifè [ife], 182,000 u Togu i Beninu; isekiri [its], 510,000 (1991 UBS) u Nigeriji; kura ede nago ili nago [nqk], 25.000 (2002 SIL), Benin; lucumi [luq], nepoznat broj na Kubi (tajni jezik); manigri (manigri-kambolé ede nago) ili ana, manigri [xkb], 70,000 u Beninu i Togu; mokole ili féri [mkl], 65.500 (Vanderaa 1991) u Beninu; ulukwumi [ulb], 10,000 (Crozier and Blench 1992) u Nigeriji; yoruba [yor] 19.380.800 u Nigeriji i Beninu. 

## Vanjske poveznice
- Ethnologue (14th)
- Ethnologue (15th)